# Андріївка (Запорізький район)
Андрі́ївка — село в Україні, у Михайлівській сільській громаді Запорізького району Запорізької області. До 2018 року орган місцевого самоврядування — Михайлівська сільська рада. Населення станом на 1 січня 2007 року — 5 осіб.

## Географія
Село Андріївка розташоване за 20 км від обласного центру та 31 км від міста Вільнянська, на лівому березі річки Дніпро. Вище й нижче за течією село оточують затоки. До села примикають масиви садових ділянок.
Найближча залізнична станція — платформа 9 км — знаходиться за 24 км від села. Площа села — 51 га, налічується 30 дворів.

## Історія
Андріївка була утворена як хутір у 1779 році генерал-поручиком Андрієм Леванідовим, на місці зимівника запорожця Велегури. У 1777—1782 роках оселилися кріпаки з Полтавщини, зокрема, з району сучасних Сорочинців та Кобиляк. У 1797 році село придбав титулярний радник Мойсей Іваненко.
Перед Жовтневим переворотом селом володів Олександр Олександрович Іваненко, тому село найчастіше називали Іваненкове.
7 (20) листопада 1917 року, відповідно до Третього Універсалу Української Центральної Ради, увійшло до складу Української Народної Республіки.
У 1920 році в Андріївці начальниками раздянської міліції були Карклін, Павло Дерев'янко та Подольський. Міліціонерами Трохим Міхно та Василь Вовк. Павло Дерев'янко, Трохим Міхно та Василь Вовк входили до української патріотичної організації «Чорна хмара», якою керував Іван Марків
У 1932—1933 роках селяни зазнали голодомор.
9 лютого 2018 року, в ході децентралізації, село увійшло до складу Михайлівської сільської громади.
17 липня 2020 року, в результаті адміністративно-територіальної реформи та ліквідації Вільнянського району, село увійшло до складу новоутвореного Запорізького району. 